# 1209년

## 연호
- 남송(南宋) 가정(嘉定) 2년
- 금(金) 태화(泰和) 9년 / 대안(大安) 원년
- 일본(日本) 조겐(承元) 3년
- 서하(西夏) 응천(應天) 4년
- 리 왕조(李朝) 찌빈롱응(治平龍應) 5년

## 기년
- 남송(南宋) 영종(寧宗) 15년
- 금(金) 위소왕(衛紹王) 원년
- 고려(高麗) 희종(熙宗) 5년
- 몽골 칭기즈 칸 4년
- 서하(西夏) 양종(襄宗) 4년
- 리 왕조(李朝) 고종(高宗) 34년

## 사건
- 영국에서 케임브리지 대학교가 설립되다.

## 탄생
- 고려(高麗)의 무신정권(武臣政權) 집권자(執權子) 최항(崔沆)